# Elecciones parlamentarias de Letonia de 2022
Las elecciones parlamentarias de Letonia de 2022 se realizaron el 1 de octubre del mismo año, se renovaron los 100 miembros del Saeima.

## Antecedentes
Las elecciones de 2018 fueron las décimas elecciones al Saeima después de la restauración de la independencia. Ingresaron al parlamento siete partidos políticos. Por tercera vez consecutiva, el Partido Socialdemócrata «Armonía» (SDPS) obtuvo el mayor apoyo de los votantes, seguido de ¿Quién es dueño del Estado? (KPV LV) y el Nuevo Partido Conservador (JKP). Desarrollo/¡Por! (AP!), Alianza Nacional (NA), Unión de Verdes y Agricultores (ZZS) y Nueva Unidad (JV) también entraron Al Saeima. Después de las elecciones, la coalición quedó formada por cinco fuerzas políticas: Nueva Unidad (JV), Desarrollo/¡Por! (AP!), Alianza Nacional (NA), así como ¿Quién es dueño del Estado? (KPV LV). El nuevo gobierno tenía 66 de los 100 escaños del Saeima
Después de los intentos fallidos de Jānis Bordāns del Nuevo Partido Conservador (JKP) y Aldis Gobzems de ¿Quién es dueño del Estado? (KPV LV) de formar un gobierno, Krišjānis Kariņš, el líder de Nueva Unidad (JV), la facción más pequeña del Saeima, fue nombrado primer ministro.
Durante el trasncurso de la legislatura, varios diputados abandonaron sus facciones. El 6 de noviembre de 2018, el mismo día en que iniciaban actividades, Yulia Stepanenko abandonó la facción del Partido Socialdemócrata «Armonía» (SDPS), mientras que el 6 de febrero de 2019, Aldis Gobzems fue expulsado de la facción de ¿Quién es dueño del Estado? (KPV LV). El 5 de junio, Inguna Rībena dejó la Alianza Nacional (NA). El 29 de mayo, Linda Liepiņa también dejó 'KPV LV'. El 30 de mayo, Karina Sprude la siguió, y el 13 de junio, Didzis Šmits. El 26 de agosto de 2019, Anda Čakša dejó la Unión de Verdes y Agricultores (ZZS) y se unió al Nueva Unidad (JV). Los diputados que han dejado la facción se consideran diputados no afiliados o independientes. El 8 de enero de 2020, el parlamentario Aldis Blumbergs, así como el fundador y líder del partido Artuss Kaimins, fueron expulsados de la facción 'KPV LV', dejando al partido solo con 10 diputados. Kaimiņš, cuando aún era uno de los copresidentes del partido, anunció el 20 de enero que votaría por la liquidación del partido en la reunión de miembros del 8 de febrero, mientras que el otro copresidente del partido, Atis Zakatistovs, impulsó el tema de cambiar el nombre y la logo del partido.
El 14 de noviembre de 2019, la 13.ª Saeima adoptó las polémicas reformas a la Ley de Financiamiento de Partidos Políticos, que prevé un aumento de más de siete veces en el financiamiento de los partidos con cargo al presupuesto estatal. Esto se hizo a pesar de la iniciativa de posponer el aumento de fondos hasta la elección de 2022, que recibió más de 12 mil firmas. La iniciativa alcanzó el número mínimo de simpatizantes para poder ser enviada a la Saeima en un plazo de 12 días, que es el segundo plazo más corto en la historia del portal 'ManaBalss.lv'.
El 15 de noviembre de 2019 comenzó la recolección de firmas para recortar el mandato del Saeima. Fue firmado por unas 8000 personas durante el primer día, y el 18 de noviembre el número de firmas alcanzó las 25 000. Para organizar un referéndum sobre la disolución de la Saeima, es necesario recoger una cantidad de firmas tan grande que corresponde a una décima parte del número de votantes registrados en las elecciones anteriores, es decir 154.865, al 14 de noviembre de 2020. Un total de 54.254 personas firmaron la iniciativa.

#### Colapso de 'Quién es dueño del Estado'
Después de un gran fracaso de ¿Quién es dueño del Estado? (KPV LV) en las elecciones municipales de agosto de 2020 en la capital Riga, al término de las cuales el partido obtuvo apenas más del 1% de los votos, su líder, Atis Zakatistovs, fue sustituido el 12 de diciembre de 2020 por Rolands Millers. El mismo día, el partido pasó a llamarse Por una Letonia Humana (PCL). El partido, que finalmente participó en las elecciones de 2022 bajo el nombre de lista 'Alianza por Letonia', fue sin embargo objeto de numerosas disidencias que le llevaron a perder la práctica totalidad de sus diputados durante los dos años siguientes.
Aldis Gobzems, ex peso pesado del partido, fue expulsado del PCL el 4 de febrero de 2019 por “poner en peligro la reputación del partido”. Gobzems se había vuelto cada vez más crítico con el partido después de que se retirara el apoyo a su candidatura a ministro del Interior. Formó el partido Por Todos y Cada Uno (KuK), mientras que el PCL se derrumbó a menos del 1% en las encuestas.
El Ministro de Economía, Jānis Vitenbergs, se incorporó a la Alianza Nacional (NA) en abril de 2021, llevándose consigo varios diputados aumentando más la caída del partido.

### Pandemia de COVID-19
Letonia se ve afectada por la pandemia de COVID-19 a partir del 2 de marzo de 2020. El virus causa un total de 5.969 muertes hasta el 17 de septiembre de 2022, o el 0,3% de la población. El gobierno aplico medidas restrictivas a partir del 13 de marzo de 2020 al declarar el estado de emergencia y cerrar sus fronteras. Sin embargo, la propagación de la enfermedad llevó a la introducción de restricciones adicionales: toques de queda, cierres de tiendas no esenciales y varios confinamientos.
Con la introducción en 2020 de las primeras vacunas contra el COVID-19, la población letona es más resistente a la vacunación que la media europea. A continuación, se establecieron medidas restrictivas que se aplican únicamente a los no vacunados, incluso en el Parlamento, donde se hace necesario un certificado de vacunación para sentarse en él a partir del 15 de noviembre de 2021. Esta medida condujo a la exclusión de seis miembros del Saeima y a la suspensión del pago de sus prestaciones.
El impacto de las medidas sanitarias relacionadas con la pandemia llevó directamente a la creación de varios partidos políticos que se opusieron a ella, incluidos, entre otros, los partidos ¡Por la Estabilidad! (S!), Letonia Primero (LPV) y Por Todos y Cada Uno (KuK). Cada uno de ellos cuenta con el apoyo de cerca del 5% de los votantes según una encuesta de Factum realizada pocos días antes de las elecciones.

### Guerra ruso-ucraniana
La invasión rusa de Ucrania de 2022 está llevando a un aumento creciente de las tensiones entre Letonia y Rusia. Como miembro de la Unión Europea (UE) y de la Organización del Tratado del Atlántico Norte (OTAN) en la vecindad inmediata de Rusia, Letonia está a la vanguardia de los países a favor de imponer sanciones contra Rusia.
Letonia se convierte así en el primer país de la UE en dejar de importar gas ruso ya en abril de 2022. El Saeima luego aprobó una moción declarando a Rusia un estado que financia y apoya el terrorismo en agosto de 2022. Finalmente, el gobierno letón anunció una prohibición casi completa de que los ciudadanos rusos ingresen al país en septiembre.
El país, donde aún pervive el recuerdo de la invasión y ocupación por la URSS en 1940, y donde sigue viva una gran minoría apátrida de habla rusa, ha sido objeto desde su segunda independencia, en 1991, de oposición en la escena política entre partidos prorrusos, conocidos como 'multilingües', y partidos antirrusos, conocidos como 'unilingües'. La guerra en Ucrania está exacerbando esta oposición. Mientras condenaba la invasión de Ucrania, el Partido Socialdemócrata «Armonía» (SDPS), descrito como prorruso, colapsó en las encuestas en el período previo a las elecciones. Sin embargo, esta caída puede explicarse por el auge de pequeños partidos que representan mejor los intereses de los rusoparlantes.

## Sistema electoral
Los 100 miembros del Saeima son elegidos por lista abierta, representación proporcional de cinco circunscripciones plurinominales que varían en tamaño de 12 a 36 escaños y se basan en las regiones de Letonia, con votos en el extranjero incluidos en la circunscripción de Riga. Los escaños se asignan utilizando el método Sainte-Laguë con un umbral electoral nacional del 5%. Los votantes pueden emitir 'votos específicos' para los candidatos en la lista por la que han votado. Esto implica dibujar un signo más (+) junto a los nombres del candidato para indicar preferencia (votos positivos), o tachando nombres para indicar desaprobación (votos negativos). El número de votos para cada candidato es el de votos emitidos para la lista, más su número de votos positivos, menos su número de votos negativos. Los candidatos con el total de votos más alto llenan los escaños de su partido.

### Redistribución
La Comisión Electoral Central debe determinar el número de miembros del Parlamento (MP) que se elegirán utilizando el número de votantes elegibles cuatro meses antes de la elección. El 2 de junio de 2022, la Comisión Electoral Central anunció la nueva distribución de los diputados. Las circunscripciones de Riga y Vidzeme han ganado un escaño en comparación con las elecciones de 2018, mientras que las circunscripciones de Latgale y Zemgale han perdido uno.
| Redistribución de junio de 2022 | Redistribución de junio de 2022 | Redistribución de junio de 2022 |
| Región                          | Escaños                         | +/-                             |
| ------------------------------- | ------------------------------- | ------------------------------- |
| Rīga                            | 36                              | 1                               |
| Vidzeme                         | 26                              | 1                               |
| Latgale                         | 13                              | 1                               |
| Zemgale                         | 13                              | 1                               |
| Kurzeme                         | 12                              | Sin cambios                     |
| Total                           | 100                             | Sin cambios                     |

## Encuestas

### 2022
| Fecha                                | Encuestadora | Muestra | S         | PCL AL | JKP K | AP!  | NA   | ZZS  | AS   | AS  | JV   | LKS  | P    | LuK KuK | LPV | S!  | Otros | NS/NR         | Abstención    | Ventaja |     |     |     |   |   |   |      |
| Fecha                                | Encuestadora | Muestra | S         | PCL AL | JKP K | AP!  | NA   | ZZS  | LZP  | LRA | JV   | LKS  | P    | LuK KuK | LPV | S!  | Otros | NS/NR         | Abstención    | Ventaja |     |     |     |   |   |   |      |
| ------------------------------------ | ------------ | ------- | --------- | ------ | ----- | ---- | ---- | ---- | ---- | --- | ---- | ---- | ---- | ------- | --- | --- | ----- | ------------- | ------------- | ------- | --- | --- | --- | - | - | - | ---- |
| Fecha                                | Encuestadora | Muestra | Exit poll | LTV    | –     | 3,5  | 0,3  | 3,5  | 5,2  | 8,4 | 10,9 | 11,5 | 11,5 | 22,5    | 3,2 | 8,3 | Otros | NS/NR         | Abstención    | Ventaja | 2,8 | 5,3 | 5,4 | – | – | – | 11,0 |
| septembris (publicēts 23. septembrī) | SKDS/LTV     | 1825    | 5,1       | –      | 2,1   | 3,6  | 7,3  | 7,8  | 5,4  | 5,4 | 13,3 | 3,1  | 4,9  | 2,9     | 2,9 | 2,7 | 3,3   | 23,7          | 10,4          | 5,5     |     |     |     |   |   |   |      |
| 15.–20. septembris                   | Factum/ReTV  | 2162    | 8,0       | 0,3    | 4,6   | 6,3  | 9,3  | 7,0  | 9,0  | 9,0 | 22,6 | 4,8  | 8,8  | 4,0     | 5,0 | 6,2 | –     | 48,7          | 48,7          | 13,3    |     |     |     |   |   |   |      |
| 2.–6. septembris                     | Factum/ReTV  | –       | 9,0       | 0,3    | 4,7   | 6,9  | 10,2 | 7,5  | 9,2  | 9,2 | 21,9 | 5,2  | 7,3  | 3,3     | 4,8 | 5,8 | –     | –             | –             | 11,7    |     |     |     |   |   |   |      |
| augusts (publicēts 30. augustā)      | SKDS/LTV     | –       | 6,6       | –      | 2,7   | 4,5  | 7,5  | 6,4  | 4,7  | 4,7 | 8,3  | 2,9  | 5,1  | 2,4     | 2,5 | 3,1 | –     | 25,2          | 14,3          | 0,8     |     |     |     |   |   |   |      |
| 16.–21. augusts                      | Factum/ReTV  | 1071    | 9,2       | 0,4    | 5,1   | 8,8  | 10,8 | 8,6  | 8,4  | 8,4 | 20,7 | 4,2  | 7,5  | 1,7     | 4,8 | 6,6 | –     | –             | –             | 9,9     |     |     |     |   |   |   |      |
| 3.–7. augusts                        | Factum/ReTV  | 878     | 10,9      | 0,2    | 5,9   | 9,4  | 10,5 | 7,7  | 7,7  | 7,7 | 21,0 | 3,5  | 6,3  | 2,2     | 4,5 | 6,1 | –     | 45,4          | 45,4          | 10,1    |     |     |     |   |   |   |      |
| jūlijs                               | SKDS/LTV     | 1818    | 7,3       | –      | 2,4   | 5,5  | 7,5  | 5,1  | 3,3  | 3,3 | 8,8  | 3,8  | 4,5  | 2,7     | 3,4 | 2,9 | –     | 26,9          | 12,9          | 1,3     |     |     |     |   |   |   |      |
| 20.–24. jūlijs                       | Factum/ReTV  | 1156    | 10,3      | –      | 5,7   | 10,7 | 11,3 | 6,8  | 4,9  | 4,9 | 20,5 | 3,8  | 6,4  | 3,1     | 5,0 | 5,3 | 2,7   | 51,6          | 51,6          | 9,2     |     |     |     |   |   |   |      |
| 6.–10. jūlijs                        | Factum/ReTV  | 859     | 10,6      | –      | 6,2   | 9.0  | 12,3 | 6,5  | 3,6  | 3,6 | 20,3 | 5,5  | 6,8  | 2,2     | 7,5 | 3,2 | 2,6   | 51,4          | 51,4          | 8,0     |     |     |     |   |   |   |      |
| jūnijs                               | SKDS/LTV     | 1795    | 7,0       | –      | 3,6   | 5,7  | 7,0  | 5,5  | 2,7  | 2,7 | 9,9  | 2,4  | 5,2  | 2,4     | 3,0 | 2,8 | –     | 27,5          | 14,0          | 2,9     |     |     |     |   |   |   |      |
| maijs                                | Factum/ReTV  | 665     | 10,6      | 0,1    | 6,9   | 10,2 | 12,8 | 8,4  | 8,4  | 2,9 | 20,0 | 7,1  | 6,9  | 2,6     | 4,6 | 1,9 | 6,9   | 51,2 (no 969) | 51,2 (no 969) | 7,2     |     |     |     |   |   |   |      |
| 13.–24. maijs                        | SKDS/LTV     | 1814    | 7,6       | 0,6    | 3,2   | 5,6  | 8,5  | 6,0  | 2,8  | 2,8 | 9,4  | 2,7  | 4,0  | 1,2     | 2,1 | 2,3 | 1,9   | 30,1          | 12,0          | 0,9     |     |     |     |   |   |   |      |
| 22. aprīlis – 2. maijs               | SKDS/LTV     | 1812    | 6,8       | 0,6    | 2,5   | 4,4  | 7,8  | 8,0  | 8,0  | 2,4 | 9,8  | 3,2  | 4,4  | 2,4     | 3,0 | 1,6 | 2,2   | 29,6          | 11,3          | 1,8     |     |     |     |   |   |   |      |
| 26.–29. aprīlis                      | Factum/ReTV  | 969     | 12,4      | 1,0    | 9,1   | 10,3 | 12,5 | 9,4  | 9,4  | 2,2 | 19,2 | 5,2  | 5,9  | 3,8     | 3,1 | –   | 3,2   | 53,0          | 53,0          | 6,8     |     |     |     |   |   |   |      |
| marts                                | SKDS/LTV     | 1820    | 6,7       | 0,3    | 3,1   | 5,4  | 7,2  | 7,7  | 7,7  | 2,4 | 9,4  | 3,2  | 4,9  | 1,9     | 2,5 | 2   | 1,7   | 24,0          | 18            | 1,7     |     |     |     |   |   |   |      |
| 29.–31. marts                        | Factum       | 498     | 11,2      | 1,6    | 6,7   | 10,2 | 11,9 | 10,8 | 10,8 | 2,6 | 17,0 | 5,6  | 5,9  | 4,7     | 5,2 | –   | 4,3   | 51,9 (no 832) | 51,9 (no 832) | 5,1     |     |     |     |   |   |   |      |
| februāris                            | SKDS/LTV     | 1815    | 10,1      | –      | 3,1   | 4,2  | 7,0  | 6,9  | 6,9  | 2,3 | 8,2  | 2,4  | 3,9  | 2,2     | 4,3 | 2   | 1,6   | 24,0          | 17,8          | 1,9     |     |     |     |   |   |   |      |
| 23.–28. februāris                    | Factum       | 1325    | 12,7      | 1,1    | 6,2   | 11,5 | 11,6 | 9,5  | 9,5  | 3,6 | 16,3 | 3,4  | 6,5  | 5,7     | 4,5 | –   | 5,6   | 49,7          | 49,7          | 3,5     |     |     |     |   |   |   |      |
| 1. janvāris – 2. februāris           | Factum       | 344     | 12,7      | 0,8    | 6,0   | 11,6 | 11,7 | 9,6  | 9,6  | 3,7 | 16,6 | 3,2  | 7,0  | 5,9     | 4,3 | –   | 5,0   | 50,3 (no 637) | 50,3 (no 637) | 3,9     |     |     |     |   |   |   |      |
| janvāris                             | SKDS/LTV     | 1808    | 10,6      | –      | 2,8   | 4,6  | 5,9  | 8,2  | 8,2  | 2,6 | 7,5  | 2,9  | 3,3  | 2,5     | 2,7 | 1,3 | 2,5   | 22,8          | 19,8          | 2,4     |     |     |     |   |   |   |      |

### 2021
| Fecha                            | Encuestadora | Muestra | S                | KPV LV PCL | JKP | AP!  | NA   | ZZS  | JV   | LRA  | LKS | P    | LuK | LPV | Otros | NS/NR          | Abstención     | Ventaja |     |     |     |     |                |                |     |
| -------------------------------- | --- | ------- | ---------------- | ---------- | --- | ---- | ---- | ---- | ---- | ---- | --- | ---- | --- | --- | ----- | -------------- | -------------- | ------- | --- | --- | --- | --- | -------------- | -------------- | --- |
| Fecha                            | Encuestadora | Muestra | 1.–31. decembris | Factum     | 818 | 12,2 | 0,8  | 6,1  | 12,0 | 11,5 | 9,5 | 16,9 | 4,1 | 3,1 | Otros | NS/NR          | Abstención     | Ventaja | 6,6 | 6,4 | 4,5 | 4,6 | 51,5 (no 1410) | 51,5 (no 1410) | 4,7 |
| decembris                        | SKDS/LTV | 1818    | 11,0             | 0,7        | 3,4 | 4,5  | 6,6  | 6,6  | 7,7  | 2,2  | 2,7 | 3,7  | 3,0 | 2,5 | 1,0   | 23,6           | 19,4           | 3,3     |     |     |     |     |                |                |     |
| 1.–30. novembris                 | Factum | 508     | 13,0             | 0,8        | 5,5 | 12,6 | 11,4 | 9,4  | 16,9 | 4,9  | 3,0 | 5,9  | 5,4 | 4,6 | 4,7   | 51,3 (no 866)  | 51,3 (no 866)  | 3,9     |     |     |     |     |                |                |     |
| 8.–29. novembris                 | SKDS/LTV | 1805    | 9,5              | –          | 2,8 | 4,9  | 5,6  | 7,4  | 7,8  | 2,6  | 2,7 | 3,7  | 1,7 | 2,1 | 1,3   | 28,9           | 17,9           | 1,7     |     |     |     |     |                |                |     |
| 1.–31. oktobris                  | Factum | 1147    | 12,6             | 0,6        | 5,1 | 14,1 | 11,8 | 9,0  | 15,9 | 3,8  | 3,5 | 6,4  | 6,4 | 4,5 | 4,1   | 49,8 (no 1871) | 49,8 (no 1871) | 1,8     |     |     |     |     |                |                |     |
| oktobris (publicēts 29. oktobrī) | SKDS/LTV | –       | 10,0             | 0,9        | 2,5 | 4,6  | 5,3  | 6,5  | 6,4  | 2,4  | 2,5 | 2,7  | 2,2 | 2,4 | 0,5   | 28,4           | 21,4           | 3,5     |     |     |     |     |                |                |     |
| 1. septembris – 1. oktobris      | Factum | 679     | 13,4             | 0,7        | 6,9 | 14,8 | 11,9 | 8,5  | 15,5 | 4,0  | 2,9 | 5,7  | 6,1 | 3,1 | 3,2   | 49,1 (no 1170) | 49,1 (no 1170) | 0,7     |     |     |     |     |                |                |     |
| septembris                       | SKDS/LTV | 1806    | 12,0             | 0,4        | 2,9 | 4,8  | 6,9  | 8,3  | 8,2  | 3,1  | 2,6 | 3,5  | 3,7 | 2,9 | 0,7   | 21,3           | 18,6           | 3,1     |     |     |     |     |                |                |     |
| 27.–31. augusts                  | Factum | 710     | 14,6             | 1,0        | 6,1 | 14,0 | 11,7 | 9,1  | 16,9 | 3,7  | 2,8 | 5,7  | 5,1 | 3,6 | 4,8   | 47,6 (no 1181) | 47,6 (no 1181) | 2,3     |     |     |     |     |                |                |     |
| ?.–18. augusts                   | SKDS/LTV | 1825    | 12,6             | 0,4        | 3,1 | 5,0  | 7,1  | 7,3  | 6,7  | 2,8  | 3,3 | 3,6  | 3,2 | –   | 1,6   | 23,1           | 20,0           | 5,3     |     |     |     |     |                |                |     |
| jūlijs                           | SKDS/LTV | 1801    | 11,3             | 0,9        | 4,0 | 5,6  | 7,3  | 7,7  | 7,6  | 3,5  | 3,5 | 3,0  | 3,4 | nav | 1,7   | 18,2           | 22,3           | 3,6     |     |     |     |     |                |                |     |
| 27.–31. jūlijs                   | Factum | 612     | 15,8             | 0,6        | 5,8 | 11,5 | 14,4 | 11,6 | 16,2 | 4,1  | 3,4 | 6,5  | 4,1 | nav | 6,0   | 45,9 (no 1029) | 45,9 (no 1029) | 0,4     |     |     |     |     |                |                |     |
| jūnijs                           | SKDS/LTV | 1793    | 12,1             | 0,6        | 3,7 | 5,6  | 9,3  | 9,4  | 7,2  | 2,7  | 3,4 | 4,3  | 3,3 | nav | 1,1   | 18,0           | 19,4           | 2,7     |     |     |     |     |                |                |     |
| maijs                            | SKDS/LTV | 1816    | 10,3             | 0,8        | 4,7 | 4,9  | 8,0  | 7,7  | 6,6  | 1,9  | 3,6 | 3,7  | 3,2 | nav | 0,9   | 22,8           | 20,9           | 2,3     |     |     |     |     |                |                |     |
| 26.–31. maijs                    | Factum | 576     | 17,1             | 0,6        | 7,8 | 11,1 | 13,3 | 12,5 | 15,9 | 3,5  | 3,8 | 6,1  | 3,3 | nav | 5,0   | 47,9 (no 1089) | 47,9 (no 1089) | 1,2     |     |     |     |     |                |                |     |
| aprīlis                          | SKDS/LTV | –       | 12,0             | 0,2        | 3,9 | 5,6  | 8,0  | 7,7  | 7,0  | 2,0  | 4,2 | 4,5  | 4,2 | nav | 0,6   | 20,1           | 20,1           | 4,0     |     |     |     |     |                |                |     |
| 26.–30. aprīlis                  | Factum | 680     | 15,2             | 1,0        | 7,4 | 12,2 | 11,9 | 10,1 | 16,8 | 4,3  | 4,1 | 6,4  | 5,6 | nav | 5,1   | 49,6 (no 1170) | 49,6 (no 1170) | 1,6     |     |     |     |     |                |                |     |
| 9.–19. aprīlis                   | Latvijas Fakti                                                                                                   | 1003    | 9,2              | 1,1        | 3,7 | 5,3  | 6,2  | 7,3  | 6,2  | 2,2  | 1,8 | 2,6  | 2,7 | nav | –     | 36,0           | 15,6           | 2,0     |     |     |     |     |                |                |     |
| marts                            | Latvijas Fakti (enlace roto disponible en Internet Archive; véase el historial, la primera versión y la última). | –       | 10,5             | 1,3        | 4,4 | 5,2  | 6,6  | 6,2  | 6,1  | 2,2  | 1,4 | 2,8  | 2,6 | nav | –     | 35,6           | 15,1           | 3,9     |     |     |     |     |                |                |     |
| marts                            | SKDS/LTV | 1806    | 9,9              | –          | 3,9 | 5,1  | 7,3  | 6,4  | 6,3  | 2,6  | 2,9 | 4,2  | 3,7 | nav | 1,9   | 28,3           | 17,5           | 2,6     |     |     |     |     |                |                |     |
| 26.–30. marts                    | Factum | 990     | 13,5             | 1,3        | 8,3 | 13,4 | 12,2 | 10,7 | 15,7 | 3,5  | 3,2 | 5,6  | 5,7 | nav | 6,8   | –              | –              | 2,2     |     |     |     |     |                |                |     |
| februāris                        | Latvijas Fakti (enlace roto disponible en Internet Archive; véase el historial, la primera versión y la última). | –       | 11,5             | 1,0        | 4,6 | 7,2  | 5,7  | 9,8  | 6,5  | 2,3  | 1,8 | 2,8  | 2,7 | nav | –     | 28,1           | 16,0           | 1,7     |     |     |     |     |                |                |     |
| 1.–28. februāris                 | Factum | 1903    | 12,0             | 1,9        | 8,0 | 14,6 | 11,1 | 11,9 | 15,1 | 3,6  | 3,9 | 7,0  | 4,3 | nav | 6,5   | –              | –              | 0,5     |     |     |     |     |                |                |     |
| 7.–31. janvāris                  | Factum | 1250    | 11,8             | 2,5        | 7,5 | 14,0 | 12,4 | 12,3 | 13,7 | 3,0  | 4,1 | 6,8  | 3,5 | nav | 6,8   | –              | –              | 0,3     |     |     |     |     |                |                |     |

### 2020
| Fecha                        | Encuestadora | Muestra | S         | KPV LV   | JKP  | AP!  | NA  | ZZS  | JV  | LRA | LKS | P   | Otros | NS/NR | Abstención | Ventaja |     |     |     |     |      |      |     |
| ---------------------------- | ------------ | ------- | --------- | -------- | ---- | ---- | --- | ---- | --- | --- | --- | --- | ----- | ----- | ---------- | ------- | --- | --- | --- | --- | ---- | ---- | --- |
| Fecha                        | Encuestadora | Muestra | decembris | SKDS/LTV | ~900 | 11,3 | 1,9 | 5,3  | 4,8 | 5,8 | 8,0 | 4,1 | Otros | NS/NR | Abstención | Ventaja | 3,0 | 2,1 | 3,9 | 1,0 | 26,6 | 22,0 | 3,3 |
| 1.–17. decembris             | Factum       | 2421    | 13        | 2        | 8    | 13   | 13  | 13   | 13  | 4   | 4   | 8   | 9     | –     | –          | –       |     |     |     |     |      |      |     |
| novembis                     | SKDS/LTV     | –       | 11,6      | 1,1      | 4,9  | 8,6  | 8,2 | 7,0  | 5,0 | 3,2 | 3,6 | 2,9 | 1,0   | 26,6  | 22,0       | 3,0     |     |     |     |     |      |      |     |
| 11.–20. novembis             | Factum       | 817     | 15        | 1        | 9    | 15   | 13  | 12   | 13  | 4   | 4   | 6   | 8     | –     | –          | –       |     |     |     |     |      |      |     |
| 26.–30. oktobris             | Factum       | 853     | 15        | 1        | 9    | 17   | 13  | 11   | 14  | 3   | 4   | 6   | 8     | –     | –          | 2       |     |     |     |     |      |      |     |
| 9.–20. oktobris              | SKDS/LTV     | 889     | 11,3      | 1,9      | 6,4  | 7,8  | 6,4 | 8,9  | 5,4 | 3,0 | 2,8 | 3,3 | 0,7   | 23    | 19         | 2,4     |     |     |     |     |      |      |     |
| 29. septembris – 4. oktobris | Factum       | 442     | 15        | 2        | 8    | 17   | 13  | 9    | 15  | 4   | 3   | 7   | 8     | –     | –          | 2       |     |     |     |     |      |      |     |
| 11.–22. septembris           | SKDS/LTV     | 888     | 10,2      | 2,2      | 6,1  | 7,6  | 6,2 | 9,8  | 6,6 | 3,5 | 2,6 | 3   | 1,1   | 22,4  | 18,7       | 0,4     |     |     |     |     |      |      |     |
| 7.–24. augusts               | Factum       | 637     | 15        | 2        | 9    | 16   | 13  | 10   | 15  | 3   | 4   | 5   | 7     | –     | –          | 1       |     |     |     |     |      |      |     |
| 7.–20. augusts               | SKDS/LTV     | 900     | 12,2      | 1,9      | 4,6  | 7,8  | 5,2 | 10,7 | 6,6 | 3,8 | 1,5 | 1,4 | 0,7   | 28,5  | 17,9       | 1,5     |     |     |     |     |      |      |     |
| 8.–31. jūlijs                | Factum       | 1975    | 16        | 2        | 9    | 15   | 11  | 10   | 16  | 4   | 3   | 8   | 6     | –     | –          | –       |     |     |     |     |      |      |     |
| jūlijs                       | SKDS/LTV     | 884     | 15,5      | 2,2      | 3,9  | 5,6  | 6,8 | 8,3  | 5,8 | 2,9 | 2,1 | 2,2 | 0,2   | 26,0  | 18,5       | 7,2     |     |     |     |     |      |      |     |
| 1.–30. jūnijs                | Factum       | 1461    | 15        | 2        | 9    | 15   | 11  | 10   | 17  | 5   | 3   | 8   | 7     | –     | –          | 2       |     |     |     |     |      |      |     |
| jūnijs                       | SKDS/LTV     | 891     | 12,9      | 1,8      | 4,2  | 5,8  | 5,6 | 8,9  | 5,1 | 2,8 | 2,2 | 1,7 | 0,6   | 29,8  | 18,6       | 4,0     |     |     |     |     |      |      |     |
| 23. maijs – 2. jūnijs        | SKDS/LTV     | 902     | 13,2      | 2,0      | 3,7  | 5,0  | 5,5 | 8,1  | 6,1 | 2,6 | 2,3 | 1,5 | 9,6   | 29,6  | 19,6       | 5,1     |     |     |     |     |      |      |     |
| 18.–31. maijs                | Factum       | 1182    | 16        | 2        | 9    | 13   | 11  | 9    | 18  | 4   | 3   | 8   | 7     | –     | –          | 2       |     |     |     |     |      |      |     |
| 7.–26. aprīlis               | Factum       | 1325    | 17        | 2        | 11   | 14   | 12  | 11   | 16  | 5   | 4   | 6   | 4     | –     | –          | 1       |     |     |     |     |      |      |     |
| marts                        | SKDS/LTV     | 903     | 14,8      | 2,2      | 4,8  | 5,6  | 5,8 | 8,6  | 5,8 | 2,9 | 1,5 | 1,5 | 0,6   | 28,8  | 17,1       | 6,2     |     |     |     |     |      |      |     |
| 4.–28. marts                 | Factum       | 1994    | 18        | 2        | 13   | 13   | 12  | 12   | 13  | 5   | 4   | 7   | 3     | –     | –          | 5       |     |     |     |     |      |      |     |
| 24.–28. februāris            | Factum       | 783     | 18        | 3        | 11   | 12   | 12  | 13   | 14  | 5   | 4   | 6   | 2     | –     | –          | 4       |     |     |     |     |      |      |     |
| 7.–18. februāris             | SKDS/LTV     | 873     | 12,3      | 1,3      | 4,1  | 5,4  | 5,4 | 7,9  | 6,4 | 3,3 | 2,0 | 2,2 | 0,4   | 27,9  | 21,4       | 4,4     |     |     |     |     |      |      |     |
| 28. janvāris – 1. februāris  | Factum       | 684     | 21        | 2        | 11   | 11   | 12  | 10   | 16  | 5   | 3   | 7   | 2     | –     | –          | 5       |     |     |     |     |      |      |     |
| janvāris                     | SKDS/LTV     | ~900    | 13,6      | 2,0      | 6,1  | 5,4  | 6,3 | 8,7  | 6,1 | 2,9 | 2,5 | 1,8 | 0,8   | 26,9  | 16,9       | 4,9     |     |     |     |     |      |      |     |

### 2019
| Fecha                           | Encuestadora | Muestra | S                 | KPV LV | JKP  | AP! | NA  | ZZS | JV   | LRA | LKS | P   | Otros | NS/NR | Abstención | Ventaja |   |   |   |   |   |   |   |
| ------------------------------- | ------------ | ------- | ----------------- | ------ | ---- | --- | --- | --- | ---- | --- | --- | --- | ----- | ----- | ---------- | ------- | - | - | - | - | - | - | - |
| Fecha                           | Encuestadora | Muestra | 18.–31. decembris | Factum | 1153 | 20  | 2   | 12  | 10   | 14  | 10  | 14  | Otros | NS/NR | Abstención | Ventaja | 5 | 5 | 6 | 2 | – | – | 6 |
| 30. novembris – 12. decembris   | SKDS/LTV     | 887     | 13,4              | 1,8    | 5,9  | 4,6 | 6,9 | 8,0 | 6,8  | 2,0 | 2,2 | 2,4 | 0,1   | 26,7  | 19,2       | 6,4     |   |   |   |   |   |   |   |
| 21.–24. novembris               | Factum       | 966     | 20                | 3      | 13   | 10  | 12  | 10  | 16   | 4   | 4   | 6   | 2     | –     | –          | 4       |   |   |   |   |   |   |   |
| 2.–12. novembris                | SKDS/LTV     | 884     | 11,2              | 3,0    | 5,4  | 5,6 | 8,8 | 7,5 | 6,5  | 2,8 | 2,0 | 2,1 | 0,2   | 25,4  | 19,5       | 2,4     |   |   |   |   |   |   |   |
| 15.–22. oktobris                | Factum       | 502     | 20                | 3      | 14   | 9   | 11  | 11  | 15   | 4   | 4   | 6   | 3     | –     | –          | 5       |   |   |   |   |   |   |   |
| 5.–16. oktobris                 | SKDS/LTV     | 909     | 12,9              | 2,5    | 6,7  | 5,2 | 7,3 | 8,0 | 6,5  | 2,2 | 2,2 | 2,8 | 0,5   | 24,9  | 18,3       | 4,9     |   |   |   |   |   |   |   |
| 27.–30. septembris              | Factum       | 489     | 19                | 2      | 15   | 11  | 10  | 10  | 17   | 5   | 4   | 5   | 2     | –     | –          | 2       |   |   |   |   |   |   |   |
| 6.–18. septembris               | SKDS/LTV     | ~900    | 14,5              | 2,8    | 7,2  | 6,1 | 8,9 | 8,4 | 8,3  | 2,5 | –   | 2,1 | 1,0   | 22,1  | 16,1       | 5,6     |   |   |   |   |   |   |   |
| 27.–30. augusts                 | Factum       | 1152    | 18                | 4      | 16   | 10  | 11  | 11  | 17   | 4   | 4   | 4   | 1     | –     | –          | 1       |   |   |   |   |   |   |   |
| augusts (publicēts 30. augustā) | SKDS/LTV     | –       | 16,1              | 2,6    | 6,3  | 6,2 | 7,2 | 8,3 | 8,8  | 2,9 | 2,5 | 2,1 | 0,3   | 17,3  | 19,4       | 7,3     |   |   |   |   |   |   |   |
| jūlijs (publicēts 30. jūlijā)   | SKDS/LTV     | –       | 14,7              | 1,6    | 5,0  | 5,7 | 6,3 | 7,6 | 8,5  | 3,6 | 2,3 | 2,1 | 0,5   | 22,2  | 19,9       | 6,2     |   |   |   |   |   |   |   |
| 22.–29. jūlijs                  | Factum       | 989     | 18                | 2      | 15   | 10  | 15  | 10  | 15   | 4   | 6   | 4   | 1     | –     | –          | 3       |   |   |   |   |   |   |   |
| 26.–30. jūnijs                  | Factum       | 860     | 17                | 4      | 10   | 12  | 15  | 9   | 17   | 6   | 4   | 6   | 0     | –     | –          | –       |   |   |   |   |   |   |   |
| 7.–17. jūnijs                   | SKDS/LTV     | 891     | 15,8              | 3,4    | 4,6  | 6,8 | 7,7 | 6,3 | 10,5 | 3,0 | 1,6 | 3,0 | 0,4   | 18,2  | 18,7       | 5,3     |   |   |   |   |   |   |   |
| maijs                           | SKDS/LTV     | –       | 17,5              | 2,4    | 7,9  | 5,9 | 8,6 | 8,8 | 6,1  | 4,0 | 1,5 | 1,9 | 0,1   | 16,9  | 18,4       | 8,7     |   |   |   |   |   |   |   |
| 1.–28. maijs                    | Factum       | 1079    | 17                | 4      | 10   | 10  | 16  | 8   | 16   | 4   | 4   | 7   | 4     | –     | –          | 1       |   |   |   |   |   |   |   |
| 1.–30. aprīlis                  | Factum       | 1236    | 20                | 4      | 15   | 10  | 12  | 11  | 10   | 6   | 3   | 7   | 3     | –     | –          | 5       |   |   |   |   |   |   |   |
| aprīlis (publicēts 26. aprīlī)  | SKDS/LTV     | –       | 19,7              | 2,8    | 8,6  | 5,6 | 6,7 | 6,9 | 5,8  | 3,0 | 1,6 | 1,5 | 0,3   | 20,6  | 16,9       | 11,1    |   |   |   |   |   |   |   |
| marts                           | Factum       | 867     | 15                | 4      | 13   | 11  | 14  | 10  | 11   | 6   | 5   | 6   | 5     | –     | –          | 1       |   |   |   |   |   |   |   |
| marts                           | SKDS/LTV     | 873     | 17,7              | 4,1    | 8,0  | 6,2 | 5,0 | 7,6 | 5,3  | 2,9 | 1,6 | 2,3 | 0,5   | 22,1  | 16,7       | 8,3     |   |   |   |   |   |   |   |
| februāris                       | SKDS/LTV     | 872     | 19,0              | 3,5    | 9,5  | 5,9 | 6,3 | 5,7 | 6,5  | 2,4 | 2,0 | 2,7 | 0,4   | 19,3  | 16,8       | 9,5     |   |   |   |   |   |   |   |
| 11.–23. janvāris                | SKDS/LTV     | 906     | 17,4              | 7,1    | 12,1 | 6,7 | 7,7 | 8,1 | 4,0  | –   | –   | –   | 5,3   | 18,8  | 12,8       | 5,3     |   |   |   |   |   |   |   |

### 2018
| Fecha                 | Encuestadora          | Muestra               | S                | KPV LV   | JKP   | AP!   | NA    | ZZS  | JV   | LRA  | LKS  | P    | Otros | NS/NR | Abstención | Ventaja |     |     |     |     |      |      |      |
| --------------------- | --------------------- | --------------------- | ---------------- | -------- | ----- | ----- | ----- | ---- | ---- | ---- | ---- | ---- | ----- | ----- | ---------- | ------- | --- | --- | --- | --- | ---- | ---- | ---- |
| Fecha                 | Encuestadora          | Muestra               | 1.–12. decembris | SKDS/LTV | 900   | 20,6  | 10,4  | 8,9  | 6,2  | 6,5  | 6,6  | 4,2  | Otros | NS/NR | Abstención | Ventaja | 3,0 | 2,4 | 2,3 | 0,1 | 16,5 | 12,3 | 10,2 |
| 3.–15. novembris      | SKDS/LTV              | 833                   | 18,2             | 9,8      | 10,2  | 6,7   | 5,9   | 6,4  | 4,7  | 2,6  | 1,6  | 1,8  | 0,1   | 17,7  | 14,3       | 8,0     |     |     |     |     |      |      |      |
| 13.–23. oktobris      | SKDS/LTV              | 900                   | 19,2             | 11,5     | 10,1  | 8,9   | 8,4   | 5,4  | 4,4  | 4,2  | 1,4  | 1,7  | 0,2   | 12,0  | 12,6       | 7,7     |     |     |     |     |      |      |      |
| 13. Saeimas vēlēšanas | 13. Saeimas vēlēšanas | 13. Saeimas vēlēšanas | 19,80            | 14,25    | 13,59 | 12,05 | 11,02 | 9,92 | 6,70 | 4,15 | 3,20 | 2,62 | 2,70  |       |            | 5,55    |     |     |     |     |      |      |      |

## Partidos

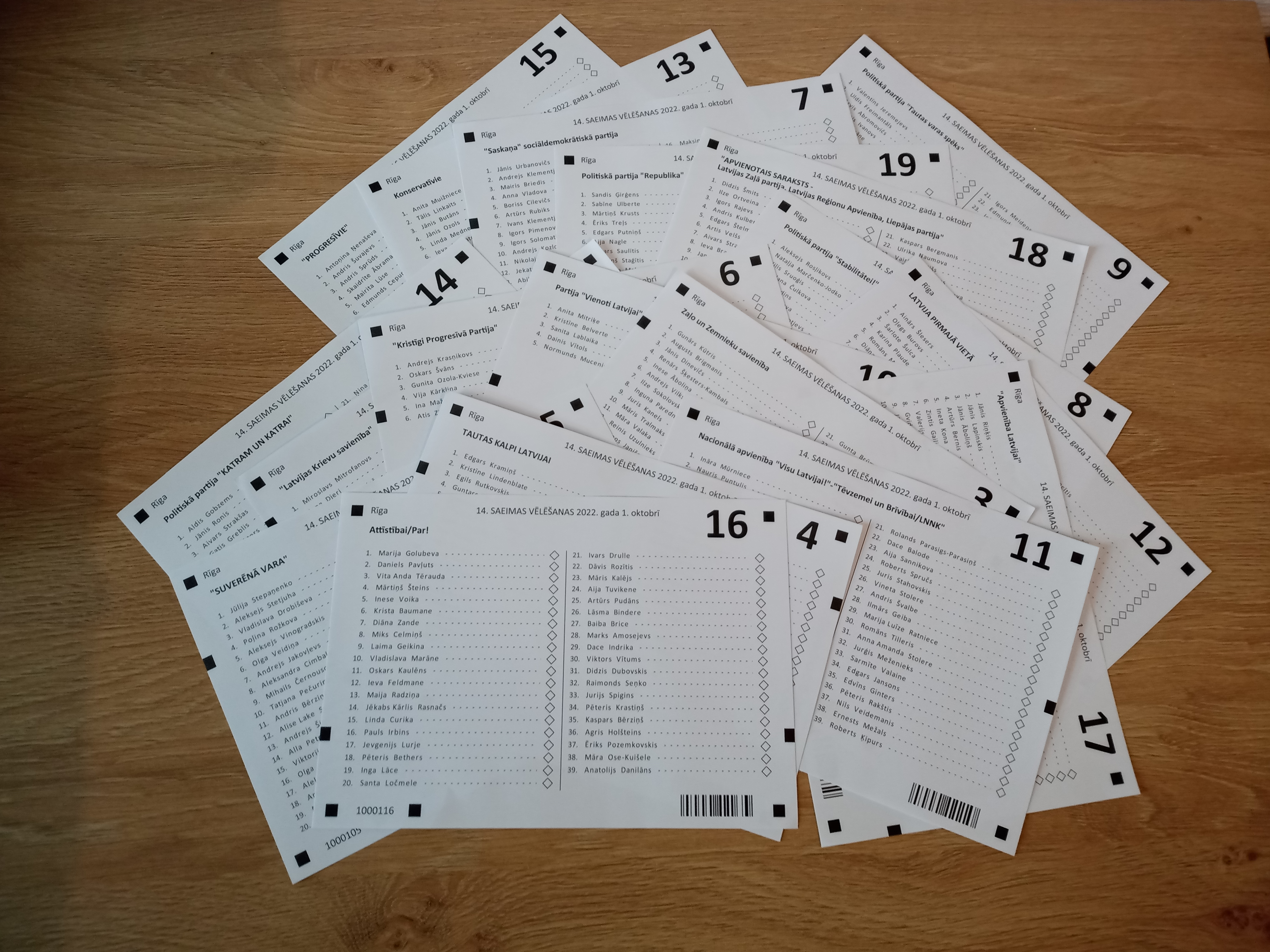
Papeletas de votación de la circunscripción de Riga

### Candidatos principales
Letonia Primero (LPV) se convirtió en el primer partido importante en anunciar a Ainārs Šlesers como su candidato para el cargo de Primer Ministro el 14 de agosto, durante el congreso fundacional del partido.
Cada uno de los partidos miembros de la Unión de Verdes y Agricultores propondrá su propio candidato a primer ministro a la junta de la alianza del partido, que luego decidirá sobre el candidato para toda la alianza del partido. La Unión de Agricultores de Letonia ha nominado al diputado Viktors Valainis como su candidato, mientras que el Partido Verde ha mantenido en secreto a su candidato. Al final, los Verdes abandonaron la Unión y se unieron a la alianza lista unida.[cita requerida]

### Visión general
La siguiente tabla enumera los partidos y alianzas de partidos actualmente representados en el 13.º Saeima.[cita requerida]
| Nombre | Nombre | Nombre                                                    | Ideología                                     | Candidato        | Líder                             | Elecciones de 2018 | Elecciones de 2018 | Antes de la disolución |
| Nombre | Nombre | Nombre                                                    | Ideología                                     | Candidato        | Líder                             | Votes (%)          | Escaños            | Antes de la disolución |
| ------ | ------ | --------------------------------------------------------- | --------------------------------------------- | ---------------- | --------------------------------- | ------------------ | ------------------ | ---------------------- |
|        | S      | Armonía Saskaņa                                           | Socialdemocracia Política de la minoría rusa  | Ivars Zariņš     | Jānis Urbanovičs                  | 19.8%              | 23/100             | 18/100                 |
|        | K      | Los Conservadores Konservatīvie                           | Conservadurismo liberal                       | Jānis Bordāns    | Jānis Bordāns                     | 13.6%              | 16/100             | 15/100                 |
|        | AP!    | Desarrollo/¡Por! Attīstībai/Par!                          | Liberalismo                                   | Artis Pabriks    | Daniels Pavļuts Artūrs Toms Plešs | 12.0%              | 13/100             | 14/100                 |
|        | NA     | Alianza Nacional Nacionālā apvienība                      | Nacional conservadurismo Populismo de derecha | Uģis Mitrevics   | Raivis Dzintars                   | 11.0%              | 13/100             | 13/100                 |
|        | JV     | Nueva Unidad Jaunā Vienotība                              | Conservadurismo liberal                       | Krišjānis Kariņš | Krišjānis Kariņš                  | 6.7%               | 8/100              | 11/100                 |
|        | ZZS    | Unión de Verdes y Agricultores Zaļo un zemnieku savienība | Agrarismo Conservadurismo                     | Aivars Lembergs  | Armands Krauze                    | 9.9%               | 11/100             | 7/100                  |
|        | AS     | Lista Unida Apvienotais saraksts                          | Regionalismo Conservadurismo verde            | Uldis Pīlēns     | Edgars Tavars Edvards Smiltēns    | No existía         | No existía         | 4/100                  |
|        | R      | República Republika                                       | Centrismo                                     | Sandis Ģirģens   | Sandis Ģirģens                    | No existía         | No existía         | 2/100                  |
|        | KuK    | Por Todos y Cada Uno Katram un katrai                     | Nacional conservadurismo                      | Aldis Gobzems    | Aldis Gobzems                     | No existía         | No existía         | 2/100                  |
|        | LPV    | Letonia Primero Latvija pirmajā vietā                     | Conservadurismo social                        | Ainārs Šlesers   | Ainārs Šlesers                    | No existía         | No existía         | 2/100                  |
|        | SV     | Poder Soberano Suverēnā vara                              | Derecha cristiana                             | TBD              | Jūlija Stepaņenko                 | No existía         | No existía         | 2/100                  |
|        | PCL    | Por una Letonia Humana Par cilvēcīgu Latviju              | Populismo de derecha Conservadurismo          | TBD              | Jurģis Miezainis                  | 14.3%              | 16/100             | 1/100                  |

### Partidos competidores
Los partidos políticos y las alianzas de partidos pueden presentar sus listas electorales a la Comisión Electoral Central del 13 de julio al 2 de agosto. Hasta la fecha, se han presentado cuatro listas y han sido registradas por la CEC.
En la siguiente tabla, el número en cada casilla indica el número de candidatos que se presentan en la lista electoral del partido en la circunscripción indicada. El número máximo de candidatos en la lista electoral en cada circunscripción es igual al número de diputados a elegir más tres.
| Partido              | Partido                                                               | Ideología                   | Ideología            | Candidato                | Distrito electoral | Distrito electoral | Distrito electoral | Distrito electoral | Distrito electoral | Distrito electoral | Fecha de envío |        |
| Partido              | Partido                                                               | Ideología                   | Ideología            | Candidato                | Rīga               | Vidzeme            | Latgale            | Kurzeme            | Zemgale            | Total              | Fecha de envío |        |
| -------------------- | --------------------------------------------------------------------- | --------------------------- | -------------------- | ------------------------ | ------------------ | ------------------ | ------------------ | ------------------ | ------------------ | ------------------ | -------------- | ------ |
|                      | Desarrollo/¡Por! (AP!)                                                | Liberalismo                 | Centro               | A. Pabriks & M. Golubeva | 39                 | 29                 | 16                 | 15                 | 16                 | 115                | 13 July        | [ 33 ] |
|                      | ¡Por la Estabilidad! (S!)                                             | Populismo                   | Centro               | Aleksejs Rosļikovs       | 30                 | 12                 | 10                 | 5                  | 8                  | 65                 | 13 July        | [ 34 ] |
|                      | Partido Socialdemócrata «Armonía» (S) - Partido Socialista de Letonia | Socialdemocracia            | Centroizquierda      | Ivars Zariņš             | 30                 | 16                 | 16                 | 15                 | 10                 | 87                 | 18 July        | [ 35 ] |
|                      | Progresistas (P)                                                      | Socialdemocracia            | Centroizquierda      | Kaspars Briškens         | 39                 | 29                 | 16                 | 15                 | 16                 | 115                | 20 July        | [ 37 ] |
|                      | Nueva Unidad (JV)                                                     | Conservadurismo liberal     | Centroderecha        | Krišjānis Kariņš         | 39                 | 29                 | 16                 | 15                 | 16                 | 115                | 25 July        | [ 38 ] |
|                      | Letonia Primero (LPV) - Honor de Servir a Riga                        | Populismo de derecha        | Derecha              | Ainārs Šlesers           | 39                 | 29                 | 16                 | 15                 | 16                 | 115                | 25 July        | [ 40 ] |
|                      | Lista Unida (AS)                                                      | Regionalismo                | Centro               | Uldis Pīlēns             | 39                 | 29                 | 16                 | 15                 | 16                 | 115                | 26 July        | [ 41 ] |
|                      | Alianza Nacional (NA)                                                 | Nacional conservadurismo    | Derecha              | Uģis Mitrevics           | 39                 | 29                 | 16                 | 15                 | 16                 | 115                | 26 July        | [ 42 ] |
|                      | Unión de Verdes y Agricultores (ZZS)                                  | Agrarismo                   | Centro               | Aivars Lembergs          | 39                 | 29                 | 16                 | 15                 | 16                 | 115                | 27 July        | [ 43 ] |
|                      | Por Todos y Cada Uno (KuK)                                            | Conservadurismo social      | Derecha              | Aldis Gobzems            | 39                 | 29                 | 16                 | 15                 | 16                 | 115                | 27 July        | [ 44 ] |
|                      | Unión Letona Rusa (LKS)                                               | Política de la minoría rusa | Centro               | Miroslavs Mitrofanovs    | 38                 | 22                 | 16                 | 11                 | 15                 | 102                | 29 July        | [ 45 ] |
|                      | República (R)                                                         | Centrismo                   | Centro               | Sandis Ģirģens           | 39                 | 29                 | 16                 | 15                 | 16                 | 115                | 29 July        | [ 46 ] |
|                      | Los Conservadores (K)                                                 | Conservadurismo liberal     | Centroderecha        | Jānis Bordāns            | 39                 | 29                 | 16                 | 15                 | 16                 | 115                | 29 July        | [ 47 ] |
|                      | Poder Soberano (SV)                                                   | Derecha cristiana           | Derecha              | Jūlija Stepaņenko        | 39                 | 24                 | 16                 | 11                 | 10                 | 100                | 1 August       | [ 49 ] |
|                      | Partido del Poder Popular (TVS)                                       | Conspiracionismo            | Extrema derecha      | Valentīns Jeremejevs     | 39                 | 28                 | 16                 | 15                 | 16                 | 114                | 1 August       | [ 50 ] |
|                      | Servidores Públicos para Letonia (TKL)                                | Populismo                   | Centro               | Edgars Kramiņš           | 34                 | 17                 | 11                 | 8                  | 12                 | 82                 | 1 August       | [ 51 ] |
|                      | Asociación para Letonia (AL) - Patrimonio de la Patria                | Populismo de derecha        | Derecha              | Māris Možvillo           | 28                 | 20                 | 12                 | 6                  | 7                  | 73                 | 2 August       | [ 52 ] |
|                      | Partido Progresista Cristiano (KPP)                                   | Democracia cristiana        | Centroderecha        | Andrejs Krasņikovs       | 12                 | 4                  | 5                  | 5                  | 5                  | 31                 | 2 August       | [ 53 ] |
|                      | Unión por Letonia (VL)                                                | Populismo                   | Centroderecha        | TBD                      | 10                 | 7                  | 3                  | 4                  | 4                  | 28                 | 2 August       | [ 54 ] |
| Máximo de candidatos | Máximo de candidatos                                                  | Máximo de candidatos        | Máximo de candidatos | Máximo de candidatos     | 39                 | 29                 | 16                 | 15                 | 16                 | 115                |                |        |

### Otros partidos
Fuerzas políticas que no participaron en la elección:
- Partido de Acción
- Despertar para Letonia
  - Unión Demócrata Cristiana
- Partido del Centro – varios miembros (por ejemplo, el líder del partido Normunds Grostiņš, Andrejs Pagors) que se postulan en el boleto de la Unión Rusa.[55]

## Resultados
|  | 18.97 % |

|  | 12.44 % |

|  | 11.01 % |

|  | 9.29 % |

|  | 6.80 % |

|  | 6.24 % |

|  | 6.16 % |

|  | 4.97 % |

|  | 4.81 % |

|  | 3.67 % |

|  | 3.63 % |

|  | 3.24 % |

|  | 3.09 % |

|  | 1.76 % |

|  | 1.13 % |

|  | 1.00 % |

|  | 0.33 % |

|  | 0.15 % |

|  | 0.15 % |

|  | 98.60 % |

|  | 1.40 % |

|  | 100.00 % |

|  | 59.44 % |

### Por circunscripción
| Circunscripción | JV      | JV      | ZZS     | ZZS     | AS      | AS      | NA      | NA      | S!      | S!      | LPV     | LPV     | P       | P       |
| --------------- | ------- | ------- | ------- | ------- | ------- | ------- | ------- | ------- | ------- | ------- | ------- | ------- | ------- | ------- |
| Circunscripción |         |         |         |         |         |         |         |         |         |         |         |         |         |         |
| Circunscripción | % Votos | Escaños | % Votos | Escaños | % Votos | Escaños | % Votos | Escaños | % Votos | Escaños | % Votos | Escaños | % Votos | Escaños |
| Riga            | 20.59   | 11      | 5.51    | 3       | 6.91    | 4       | 7.14    | 4       | 9.15    | 5       | 8.59    | 4       | 9.05    | 5       |
| Vidzeme         | 23.46   | 8       | 12.10   | 4       | 12.62   | 5       | 11.39   | 4       | 3.04    | 1       | 5.14    | 2       | 5.95    | 2       |
| Latgale         | 6.97    | 2       | 14.54   | 3       | 5.12    | 1       | 5.78    | 1       | 18.56   | 4       | 6.53    | 1       | 2.46    | 1       |
| Zemgale         | 18.75   | 3       | 19.55   | 3       | 12.42   | 2       | 12.16   | 2       | 3.02    | 1       | 4.56    | 1       | 4.35    | 1       |
| Kurzeme         | 16.44   | 2       | 21.10   | 3       | 22.05   | 3       | 10.25   | 2       | 2.17    | 0       | 4.27    | 1       | 4.80    | 1       |
| Total           | 19.16   | 26      | 12.66   | 16      | 11.00   | 15      | 9.38    | 13      | 6.91    | 11      | 6.31    | 9       | 6.23    | 10      |

## Formación de gobierno
El 3 de octubre de 2022, el presidente Egils Levits autorizó a Kariņš a formar un gobierno de coalición. Al día siguiente, la Unión de Verdes y Agricultores anunció en una entrevista que se negaría a formar parte de una coalición con Kariņš. A partir del 9 de octubre de 2022, la coalición está formada por la Lista de Unidad y la Alianza Nacional. Kariņš también está negociando con Los Progresistas, aunque los otros partidos de la coalición se oponen a esto, prefiriendo en cambio una "coalición compacta, ideológicamente monolítica y efectiva".
Los partidos Lista Unida, Alianza Nacional y Nueva Unidad firmaron un acuerdo para establecer un gobierno de coalición, con el líder de Nueva Unidad, Krišjānis Kariņš, como candidato a renovar en el cargo de primer ministro.